# Robert Maxwell, 2. Earl of Nithsdale
Robert Maxwell, 2. Earl of Nithsdale (* 1. September 1620 in Dumfries; † 5. Oktober 1667 in Caerlaverock Castle), war ein schottischer Adliger.

## Leben
Er war der einzige Sohn des Robert Maxwell, 1. Earl of Nithsdale, aus dessen Ehe mit Elisabeth Beaumont († 1671), einer Tochter des Sir Francis Beaumont.
Auch wenn er in seinen jungen Jahren als aktiver Royalist galt, wurde die 1645 im Englischen Bürgerkrieg gegen seinen Vater ausgesprochene Ächtung gegen eine Zahlung von 10.000 schottischen Merks am 3. Februar 1647 aufgehoben und damit dessen Adelstitel für ihn als 2. Earl of Nithsdale und 11. Lord Maxwell wiederhergestellt. Er trat weder politisch noch militärisch in Erscheinung. Wegen seiner Vorlieben für die schönen Künste sowie die Astrologie wurde er „der Philosoph“ genannt.
Ein Heiratskontrakt zwischen ihm und der minderjährigen Lady Sophia Murray, einer Tochter von John Murray, 1. Earl of Annandale, wurde zwar am 6. August 1622 in Windsor geschlossen, jedoch nie eingelöst. Er starb 1667 unverheiratet und kinderlos. Seine Adelstitel fielen an seinen Cousin dritten Grades John Maxwell, 7. Lord Herries of Terregles.